# 黑市

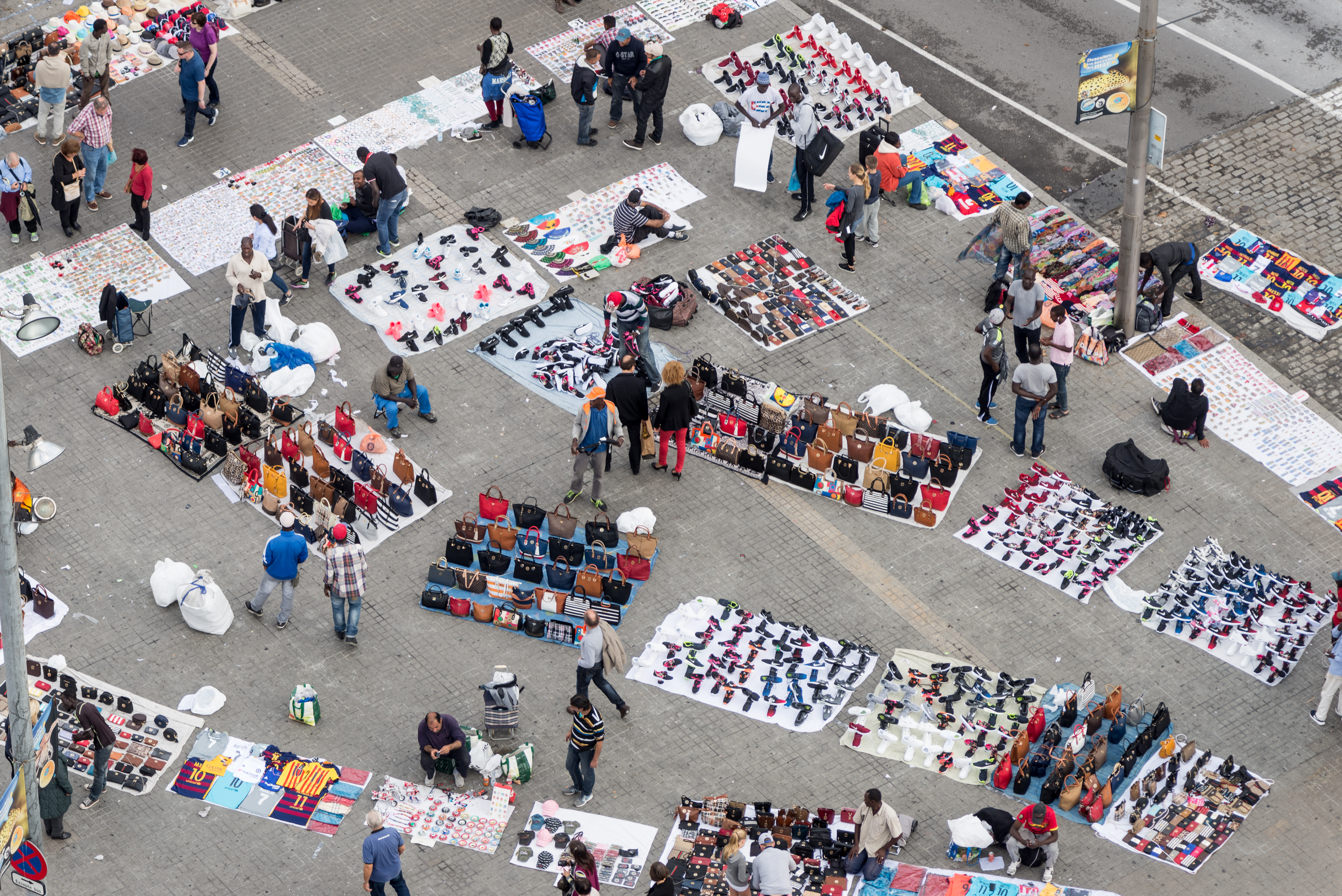
巴塞罗纳，2015年

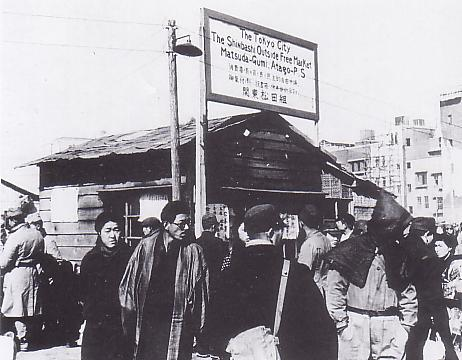
新桥黑市，1946年

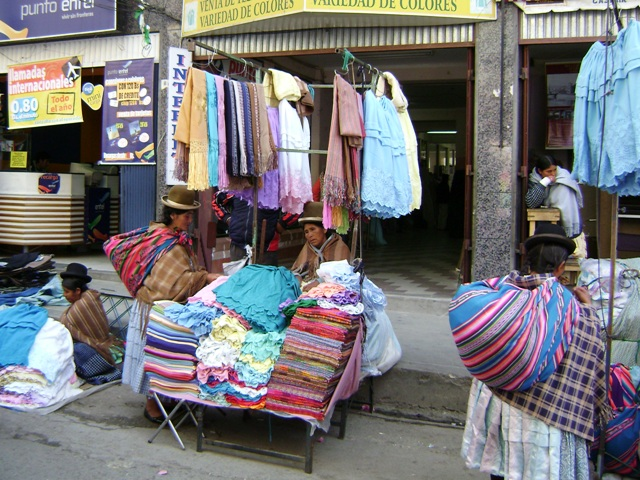
玻利维亚拉巴斯的黑市

黑市，又稱地下经济、影子经济、地下市场，是指秘密从事交易的市场或从事秘密的交易活动。其具有特定的非法性，以不遵守一套体制规则的行为为特征。在很多情况下，交易本身是非法的。而从事被禁商品和服务的生产或分销的各方均为黑市及地下经济的成员。黑市从事经济的内容包括毒品交易、非法性交易、非法货币交易和人口贩运等。违反税法（比如涉及所得税的逃税行为）等也属于黑市范畴。
由于逃税或参与黑市活动行为具有非法性，参与者会试图向政府或监管机构隐瞒。在非法交易中，现金是首选的交换媒介，因为现金不会留下交易痕迹。黑市有别于灰色市场，后者中的商品销售内容与渠道虽是合法，但却是非官方或未经授权的。两者均有别于白色市場。
黑钱是非法交易的收益，其收入所得的税费尚未缴纳，只能通过某种形式的洗钱才能使其合法化。由于黑色经济的秘密属性，政府无法确定其规模及范围。

## 特点及分类
黑市是一般政府在打擊的重點項目。
黑市活動除了地下經濟外，黑金賄選也是其中一例。另外貨品不乎合法定價格，竊取或偽造有定量的配給票證，按官方價格外還另付其他費用，也歸類黑市。

### 例子
- 槍和軍品的「黑槍」市場。
- 假證件、銀行卡，黑客活動等。

## 法律问题
例如違反印度的《外匯管制法案》（Foreign Exchange Regulation Act）、其他地方的《禁止特定物品交易法》、《配給法》，及違反各種通貨的官定匯率等的交易活動。 

## 与计划经济的关系
在實施計畫經濟的國家中，由法律規定物價，往往存在有黑市這種法律不允許的私人交易形式，且儘管價格較貴，在這些國家，黑市商品的品質往往優於官方定價提供的商品。在实施计划经济的朝鲜，黑市经济的规模和影响力超越了朝鲜政府对经济所作干预的规模和影响力。

## 相關
- 黃牛 (中介人)
- 黃牛票
- 地下錢莊
- 黑金
- 非法所得
- 洗錢